# Vuelta a Chihuahua
Die Vuelta a Chihuahua Internacional ist ein Radrennen in der mexikanischen Provinz Chihuahua.
Das Etappenrennen findet seit seiner Einführung im Jahr 2006 Mitte Oktober statt. Innerhalb der einen Woche, die die Rundfahrt dauert, werden sechs bis sieben Etappen mit einer Gesamtlänge von etwa 1.000 Kilometern absolviert. Start und Ziel waren bisher stets in einer der Großstädte der Region, Chihuahua oder Ciudad Juárez. Eine Besonderheit der Rundfahrt ist, dass eine der Etappen in einer der beiden Städte als Kriterium ausgetragen wird.
Seit ihrer Einführung ist die Vuelta a Chihuahua Teil der UCI America Tour und mittlerweile als UCI-Kategorie 2.1 eingestuft. Da der Wertungszeitraum dieser Rennserie Anfang Oktober des vorangehenden Jahres beginnt, ist die Rundfahrt Jahr für Jahr eines der ersten stattfindenden Rennen der Serie. Lediglich die Clásico Ciclístico Banfoandes wurde in den letzten beiden Austragungen der UCI America Tour davor bzw. zur gleichen Zeit ausgetragen.
Auch in der Saison 2008/09 wird das Etappenrennen Teil der UCI America Tour sein. Erstmals wird ein Zeitfahren in Form eines Einzelzeitfahrens im Programm der Rundfahrt sein. Außerdem wurde die Rundfahrt vom Radsport-Weltverband UCI in die Kategorie 2.1 aufgewertet, um den Radsport in Mexiko zu fördern.
2010 wurde das Rennen als Kriterium ausgetragen und 2011 unabhängig von der UCI.

## Sieger
- 2011  Gonzalo Garrido
- 2010  Alexander Winokurow
- 2009  Óscar Sevilla
- 2008  Francisco Mancebo
- 2007  Francisco Mancebo[2]
- 2006  Luis Pérez Romero[3]